# Michael McCary
Michael McCary (Filadelfia, 16 dicembre 1971) è un cantante, attore e personaggio televisivo statunitense, ex membro del gruppo musicale Boyz II Men.

## Biografia
Fratellastro del cantante Will Downing, ha fatto parte dei Boyz II Men fino al 2002, anno in cui ha lasciato il gruppo adducendo imprecisati motivi di salute. Solo nell'ottobre 2016 dichiarerà di avere la sclerosi multipla.
Nel terzo millennio Michael ha preso parte a qualche film ma è soprattutto apparso in programmi televisivi, inclusi un game show e un talent che l'ha visto tra i giudici.
Nei 2024, dopo molti anni, ha cantato con i suoi ex compagni dei Boyz II Men a un concerto svoltosi il 30 agosto, lasciando intendere la possibilità di una reunion. Una voce in questo senso era già circolata nel 2011.